# Libération de Martigues
Libération de la France,
Seconde Guerre mondiale
Batailles
2e campagne de France
- Corse
- Limousin
- Ain et Haut-Jura
- Les Glières
- Ascq
- Division Brehmer
- Mont Mouchet
- Opérations SAS en Bretagne
- Bataille de Normandie
- Guéret
- Brigade Jesser
- Cornil
- 1er Tulle
- 2e Tulle
- Argenton-sur-Creuse
- Oradour-sur-Glane
- 1er Ussel
- Saint-Marcel
- Saffré
- Mont Gargan
- Vercors
- Penguerec
- Lioran
- Égletons
- 2e Ussel
- Débarquement de Provence
- Port-Cros
- La Ciotat
- Toulon
- Martigues
- Marseille
- Nice
- Rennes
- Saint-Malo
- Brest
- Paris
- Mont-de-Marsan
- Montélimar
- Maillé
- Écueillé
- La Saulx
- Meximieux
- Nancy
- Colonne Elster
- Dunkerque
- Arracourt
- Saint-Nazaire
- Lorient
- Metz
- Royan et de la pointe de Grave
- Campagne de Lorraine
- Colmar

Front d'Europe de l'Ouest
Front d'Europe de l'Est
Campagnes d'Afrique, du Moyen-Orient et de Méditerranée
Bataille de l'Atlantique
Guerre du Pacifique
Guerre sino-japonaise
La libération de Martigues désigne l'ensemble des actions et des combats qui se déroulèrent entre le 20 et le 21 août 1944, aboutissant à la libération de la ville française de Martigues durant la Seconde Guerre mondiale.

## Historique
Dès la réussite du débarquement allié sur les côtes de Provence et la progression d'une avant-garde américaine vers Sisteron, la garnison allemande, composée de 2 000 hommes de la 338e division d'infanterie, prépara son évacuation et la destruction des infrastructures portuaires et des ponts martégaux. Les principaux navires présents dans le port, comme le Ville d'Alger, furent également sabordés. De son côté, la Résistance martégale, décapitée par l'arrestation de plusieurs de ses responsables le 8 juin 1944, eut des difficultés pour s'organiser jusqu'au 20 août où une délégation, menée par Marc Reimberg, fut envoyée au siège de la Kommandatur locale pour demander une reddition allemande. Les Allemands ne prirent pas la peine de répondre et battirent en retraite dans la nuit du 20 au 21 en dynamitant les ponts et les quais des quartiers de Jonquières et de l'Ile ainsi que le pont ferroviaire de Caronte.
Le lendemain, le 21 au matin, la population gagna petit à petit les rues pour constater les dégâts. En même temps, plusieurs groupes de résistants s'organisèrent pour tendre des embuscades aux retardataires allemands et ratisser les blockhaus abandonnés. Plusieurs accrochages ont alors lieu, notamment sur la route de La Mède en direction de Marseille et au nord de la ville sur la route vers Istres. Des raids menés depuis l'étang de Berre par des vedettes allemandes chargées de mitrailler la ville furent aussi repoussés. Au total, ces accrochages entraînèrent la mort de dix soldats allemands et la capture de soixante-trois autres pour un résistant tué et dix blessés dont deux graves.
Le 22, les Américains envoyèrent un détachement de trois chars d'assaut prendre possession de la ville et des prisonniers. Une garnison américaine s'installa ensuite dans la ville pour réparer les installations portuaires utiles pour le ravitaillement des armées alliées progressant le long de la vallée du Rhône. Une partie de la 338e division d'infanterie allemande fut détruite lors de la bataille de Montélimar (21-29 août 1944).